# 三浦貞勝
三浦貞勝（日语：／ Miura Sadakatsu */?），是日本战国时代的武将，美作国高田城（胜山城）主。三浦貞久之子，三浦貞广之弟。有一子桃寿丸。

## 生涯
三浦貞勝出生于天文十二年（1543年），父亲为美作国武将三浦貞久。
天文十七年（1548年），在上代当主貞久因病去世之后，年仅五岁的三浦貞勝在三浦氏家臣团的拥立下成为三浦氏当主。但是刚刚继位，本家尚未稳定之时，高田城便被尼子氏家臣宇山久信乘机攻下。后来在永禄二年（1559年）二月，貞勝与三浦旧臣们趁着尼子氏受到毛利氏进攻的间隙，夺回高田城，收复旧领恢复本家。但在永禄七年十一月（1564年12月），因为被认为与备前国大名浦上宗景私通，而被备中国大名，当时从属毛利氏，与浦上氏为敌的三村家亲进攻，貞勝在高田城坚守了一个月，最后不堪猛攻，被迫切腹自尽，高田城再度陷落。他的妻子圆融院后来改嫁宇喜多直家（「高田城主次第」），并为其生下宇喜多秀家。
但是，没有现存的当世文书能够证明这些，也没有在永禄年间从尼子氏那里夺回高田城的痕迹，相反，据其他记载，三浦氏在天正二十年（1551年）以来一直为尼子氏的从属，当主尼子誠久允许他们占据高田城，高田城是由下代当主尼子晴久收回，并安排宇山诚明为代官。而高田城的夺回也是因为三浦部分家臣（牧良长等人）对本家领地被剥夺而不满，因此拥立貞勝，举兵夺回高田城。而三浦氏重臣牧尚春、大河原貞尚（三浦貞久之弟）等人在三村家親死亡，本家重回旧领之前，仍与从属尼子氏的当主三浦貞广等人留在尼子氏的居城月山富田城，与尼子氏保持着良好关系，并意图寻机复兴本家，这些都反映出上述记载的史料可能与史实不符。
貞勝自尽的日期有多种说法，其中一种说法认为是永禄八年十二月（「高田城主次第」『作陽誌』），还有一种更加具体的说法是永禄七年十二月十五日（1565年1月17日）（『三浦貞勝墓碑銘』）。貞勝享年二十二岁。法名为称名院殿真月宗金（宗金又作宗全）（『作陽誌』）。

## 脚注
1. ↑  据『三浦貞勝墓碑銘』。『作陽誌』等认为是永禄八年（1565年）十二月，但据『久世町史 資料編第１巻』与一手资料的一致性，认为贞胜墓志铭所记录的日期是正确的，因此将其作为出处。（该注释据日文维基条目牧尚春（日语：牧尚春））
2. 1 2 3 4 5 6 7 8  今井尭 1984，第349頁.
3. ↑  . 戦国武将列伝Ω 1100記事. 2018-05-14  [2020-02-25]. （原始内容存档于2020-08-20）.
4. ↑  . （原始内容存档于2019-04-22）.
5. 1 2 3 4  久世町教育委員会 『久世町史 資料編第１巻』（2004年）